# Antonio Álvarez Pérez
Antonio Álvarez Pérez, més conegut com a Ito (Almendralejo, Extremadura, 21 de gener de 1975) és un exfutbolista espanyol que jugava com a migcampista. Va ser internacional amb la selecció espanyola.

## Trajectòria
Va iniciar la seva carrera en el club de la seva localitat natal, el CF Extremadura d'Almendralejo. Allí va viure el fulgurant ascens de la modesta entitat extremenya, que en tres temporades (de 1993 a 1996) va assolir dos ascensos, passant de Segona Divisió B a Primera. El seu debut en la màxima categoria va tenir lloc el 9 de setembre de 1996, en un partit contra el Reial Betis.
Ito va ser un dels puntals de l'equip extremeny aquesta temporada, jugant 39 dels 42 partits de lliga, en els quals va assolir un gol. A pesar del descens a final de temporada, Ito va poder seguir jugant en Primera, ja que el seu rendiment va cridar l'atenció del Celta de Vigo, que es va fer amb els seus serveis. El seu pas per Vigo va durar una temporada, en la qual va ser titular indiscutible i va contribuir a la classificació del club celeste per a la Copa de la UEFA.
L'estiu de 1998 va fitxar pel Reial Betis, club en el qual va romandre sis temporades, arribant-hi a ser capità. La temporada 2004/05, després de ser descartat pel club andalús, va fitxar pel RCD Espanyol de Barcelona. En la seva primera temporada el club blanc-i-blau va assolir classificar-se per a la Copa de la UEFA, després d'una destacada temporada lliguera que va concloure en cinquè lloc. La següent temporada els periquitos van conquistar la quarta Copa del Rei de la seva història, i Ito va ser titular en la final guanyada al Reial Saragossa per 4 a 1.
Els èxits van continuar en la seva tercera temporada en el club català, que es va proclamar subcampió de la Copa de la UEFA. Després d'aquesta temporada, en la qual va perdre la titularitat en el centre del camp, Ito va abandonar l'Espanyol per a incorporar-se al Córdoba CF de la Segona Divisió.

## Selecció
Ha estat internacional absolut en una ocasió amb Espanya. José Antonio Camacho el va fer debutar en un partit amistós contra Rússia el 23 de setembre de 1998.
Anteriorment, el 1998, va ser campió de l'Eurocopa sub-21 amb la selecció espanyola de la categoria, jugant com a titular la final davant Grècia.